# Familia Fugger
Membrii familiei Fuggers din Augsburg au pornit drept comercianți de lână și argint, făcând comerț și cu mirodenii între orașul lor și Veneția. Mai târziu, s-au concentrat pe activitatea bancară, astfel că în perioada lor de maximă prosperitate operau optsprezece sucursale în diferite părți ale Europei. Ei au acordat împrumuturi pentru a sprijini finanțarea alegerii lui Carol al V-lea ca împărat, iar mai apoi i-au finanțat în numeroase ocazii expedițiile, primind drept garanție atât transporturile de argint din cele două Americi, cât și autorizarea de a colecta impozite. Afacerea lor a ajuns în impas și a scăpat cu greu de faliment în 1557, când Filip al II-lea a suspendat de facto plățile către toți creditorii Coroanei, cu toate că, în realitate, au continuat până în 1634 să dea în arendă terenurile care aparțineau ordinelor militare.

Blazonul familiei Fugger

## Galerie

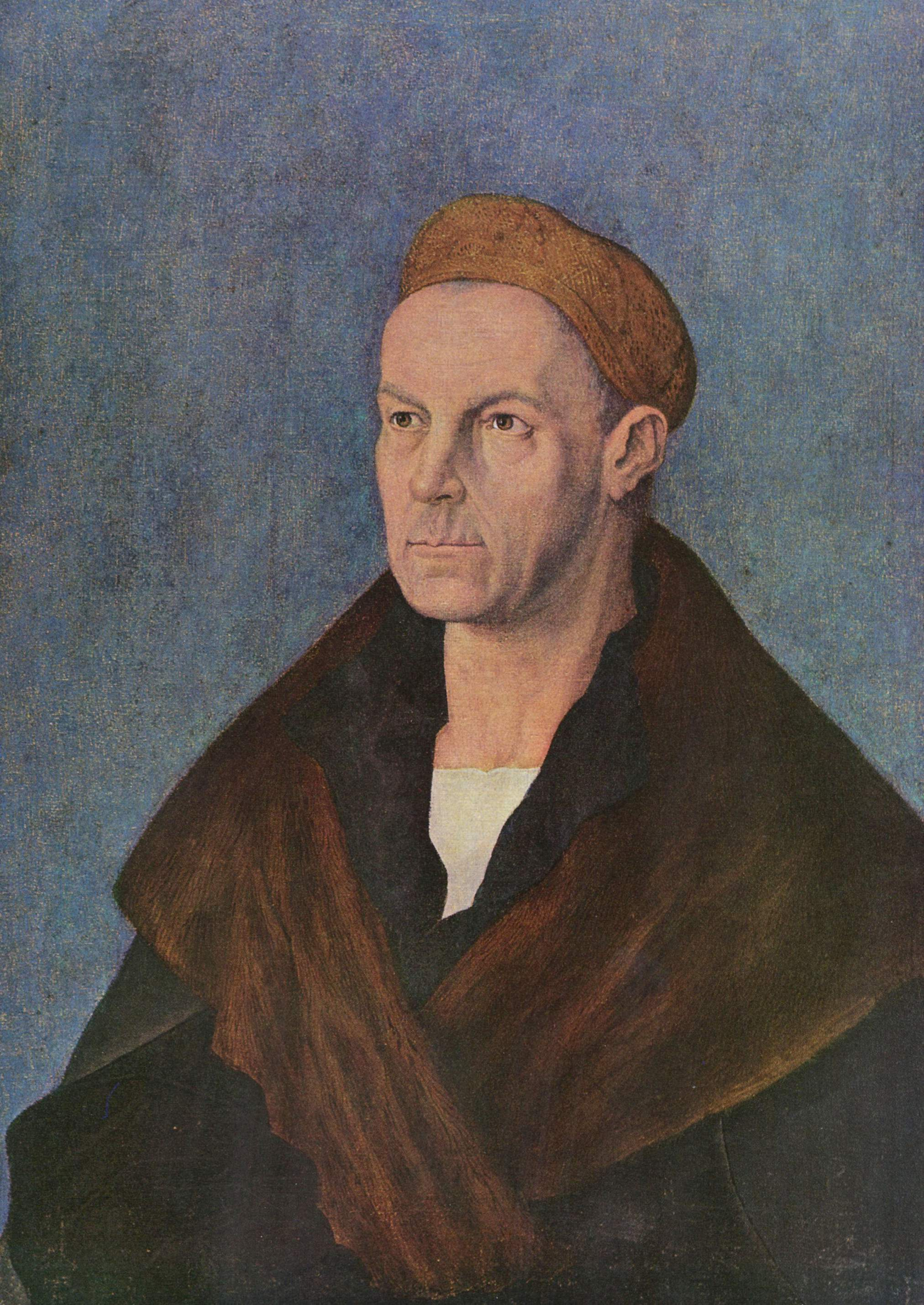
Jakob Fugger (Jacob Fugger) (1459–1525), de Albrecht Dürer
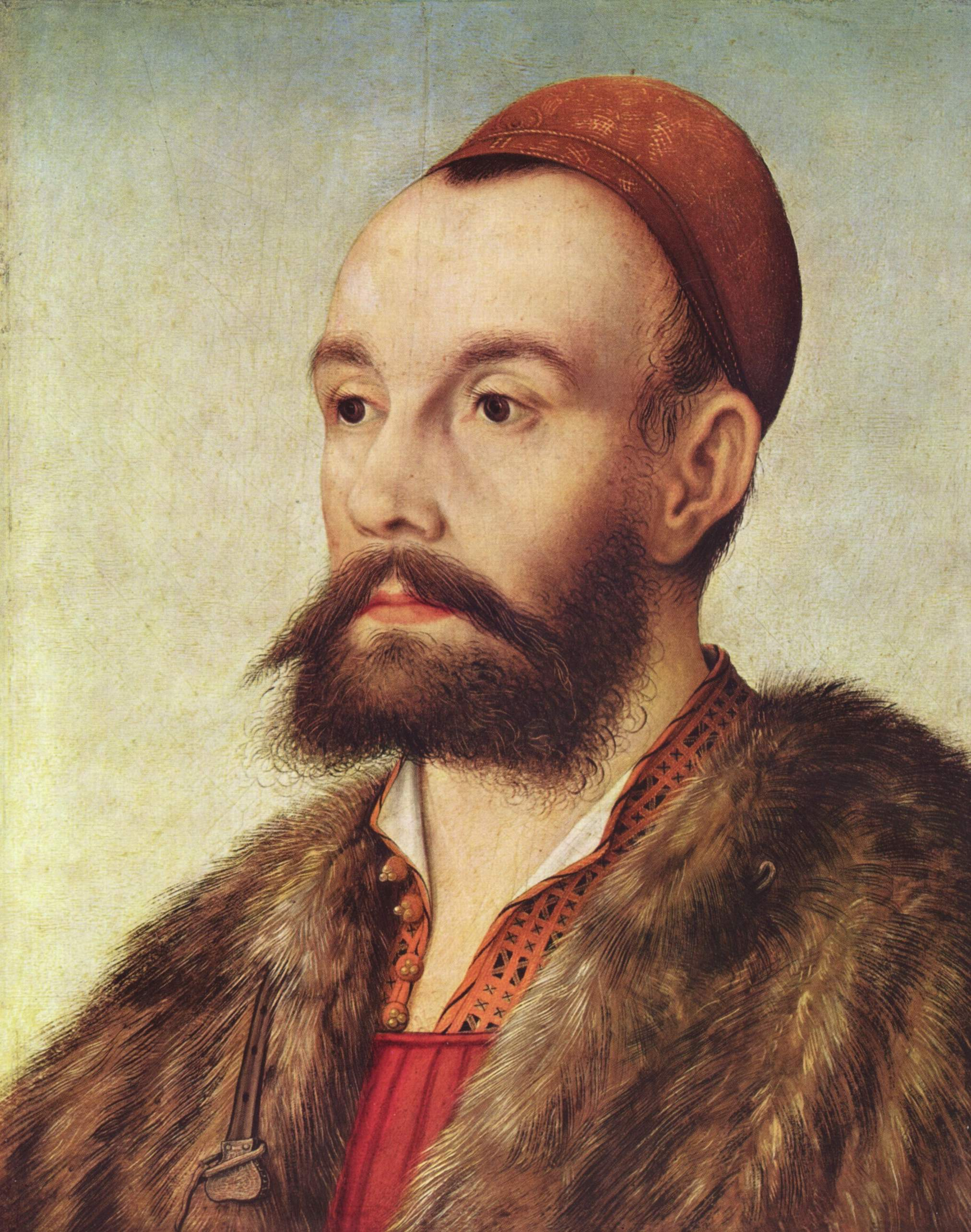
Antón Fugger (1493–1560)
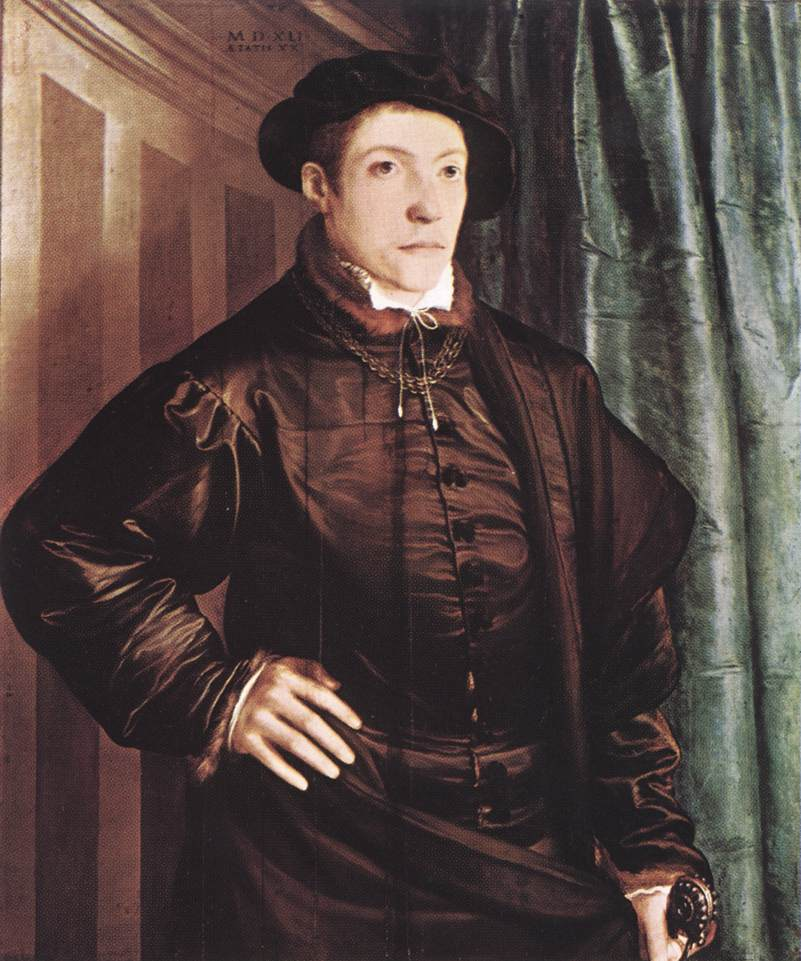
Christoph Fugger (1520–1579), de Christoph Amberger, 1541 (Alte Pinakothek, München)